# Bohemund 1. af Antiokia
Bohemund 1., også stavet Bohemond og Boamund, (c. 1058 – 3. marts 1111), var fyrste af Taranto og fyrste af Antiokia, og var en af lederne af det 1. korstog. Dette korstog havde ingen overordnet leder og blev i stedet styret af en gruppe adelsmænd, og Bohemund var en af de mest betydningsfulde af dem. 

## De unge år
Bohemund blev født i San Marco Argentano i Calabrien, og han var ældste søn af den normanniske greve (senere hertug) Robert Guiscard og dennes første hustru Alberada af Buonalbergo. Han blev døbt "Mark", men faderen gav ham hurtigt kælenavnet Bohemund (efter den berømte kæmpe Buamundus gigas), fordi han var et usædvanligt stort barn.
Bohemund var som skabt til at blive en vældig kriger og til at efterfølge sin far, men hans store tragedie var, at faderen af politiske grunde "opdagede" at han var for nært beslægtet med Alberada, og at ægteskabet derfor måtte annulleres. Bohemund var kun et par år gammel, da Guiscard giftede sig igen, og han måtte som uægte barn leve i skyggen af sin halvbror Roger, der i stedet blev udpeget som arving til hertugtitlen over Apulien, Calabrien og Sicilien.
Robert Guiscard var fuldt ud klar over Bohemunds evner som kriger og hærfører, og allerede i 1079 lod han sønnen lede en afdeling af hæren.

## I krig mod Byzantiet
Bohemund var en betroet hærfører i sin fars tjeneste under hele krigen mod det Byzantinske Rige 1080–1085, og han havde kommandoen over hæren under Guiscards fravær 1082-1084. Som påskud for krigen benyttede Robert Guiscard den fornærmelse, der lå i, at hans datter Olympias trolovelse med kejser Mikael 7.'s søn var blevet ophævet i 1078, da Mikael blev afsat. At de unge mennesker kun var små børn, betød intet i den sammenhæng, så officielt kæmpede Guiscard for, at den kommende svigersøn skulle have sin arveret til kejserriget genoprettet. Robert sejlede med 16.000 mand (heraf 1.300 riddere) til Epirus i Grækenland i maj 1081, og i oktober besejrede han Alexios i slaget ved Durazzo (Durrës) i det nuværende Albanien. Men Alexios var en udspekuleret modstander, og han brugte en stor del af rigets kontanter – 360.000 guldstykker – på at bestikke den tysk-romerske kejser Henrik den 4. til at angribe pave Gregor 7. i Rom. Guiscard måtte ile tilbage til Italien for at redde sin forbundsfælle, og i hans fravær fik Bohemund kommandoen over hæren. I begyndelsen gik det godt. Med Bohemund i spidsen sejrede hæren over Alexios ved Ioannina i Epirus, og senere ved Arta. Derefter trængte normannerne ind i Thessalien og begyndte en belejring af Larissa. Men Alexios gav ikke op, kirkens vældige beholdninger af guld og sølv blev smeltet om, så der kunne betales for en ny hær, og de sidste garnisoner i Lilleasien blev rømmet, selv det i praksis betød, at området blev overladt til tyrkerne. Med den nye hær lykkedes det kejseren at undsætte Larissa og tvinge Bohemund til tilbagetog mod nordvest i foråret 1083. Bohemund gav sig i stedet til at belejre Kastoria i Makedonien og erobrede byen i efteråret 1083. I 1084 kom Guiscard tilbage fra Italien med forstærkninger, og han havde sønnerne Roger og Guy med sig. Kort efter blev Bohemund syg og tog tilbage til Italien for at komme til hægterne. Robert Guiscards felttog fik en brat afslutning, da hertugen selv blev syg og døde i juli 1085, hvorefter landet blev kastet ud i uro omkring arvefølgen.

## Kampen om arvefølgen i Apulien
Da Robert Guiscard døde den 17. juli 1085, arvede Bohemund alle hans erobringer øst for Adriaterhavet, mens halvbroderen Roger Borsa arvede hertugdømmet Apulien med Calabrien og lensherredømme over Sicilien. Skæbnen ville, at Bohemund var i Italien, mens Roger og hans mor var med hæren i Illyrien, da Robert bukkede under for sygdommen. Bohemund drog til Capua for at få støtte til at ændre magtfordelingen hos fyrst Jordan. Robert Guiscards enke og sønnen Roger drog straks hjem til Italien og lod hæren klare sig selv tilbage samme vej, hvorved alle erobringerne – og dermed Bohemunds arv – blev opgivet. Roger Borsa kunne ikke selv stille noget op mod Bohemund, men takket være Roger 1. af Sicilien, der var onkel til dem begge, blev han valgt til hertug i september. Bohemund måtte nøjes med et len omkring byen Taranto, og han omtales derfor ofte som Bohemund af Taranto. Bohemund var klart utilfreds med udfaldet, men som magtsituationen var, måtte han opgive kravet på hertugtitlen over Apulien. Hans ønske om at opnå højere status var almindeligt kendt, og krønikeskriveren Romoald af Salerno skrev om Bohemund, at "han altid efterstræbte det umulige".

## Det første korstog
I 1096 deltog Bohemond sammen med sin onkel Roger 1. af Sicilien i belejringen af byen Amalfi, der havde gjort opstand mod deres fælles lensherre, hertug Roger Borsa. Her så de for første gang korsfarere, der var på vej ned gennem Italien på vej mod Konstantinopel, hvor korsfarernes hære skulle mødes. Bohemund blev selv opflammet af korstogstanken, men det er også muligt, at han her så en mulighed for endelig at få sit eget fyrstedømme. Geoffroi Malaterra skriver lige ud, at Bohemund tog korset alene med den hensigt at plyndre og erobre græsk (byzantinsk) land.
Han samlede en normannisk hær, der kunne måle sig med de bedste i korstoget, og med den krydsede han Adriaterhavet og drog til Konstantinopel af den vej, han forgæves havde søgt at trænge frem ad i 1082-1084. Hans hær nåede til Konstantinopels mure i april 1097, og han sørgede for at optræde meget korrekt over for sin gamle fjende Alexios. Alexios lod ud over lederne kun små grupper af korsfarere komme ind i byen. Han sørgede for, at de svor troskab mod ham og at de lovede ham at levere gammelt byzantinsk land tilbage, hvis de erobrede det, hvorefter han fik fragtet hærene over til det tyrkisk-kontrollerede Lilleasien. På felttoget fra Konstantinopel til Antiokia var Bohemund i praksis korstogets leder. Han havde i modsætning til de øvrige ledere stor erfaring i at kæmpe på byzantinsk grund, han talte græsk og kendte arabernes og tyrkernes bevæbning og taktik. Bohemunds lederskab understreges af, at hverken de korsfarere, der forsøgte at krydse Lilleasien i 1101, eller deltagerne i det 2. og 3. korstog (1147 og 1189) formåede at gøre ham kunsten efter.
Kejserens datter, Anna Komnena, har efterladt en deltaljeret beskrivelse af ham sin bog Alexiaden. Hun mødte Bohemund første gang, da hun var 14, og hun var ret fascineret af ham. Han er også den eneste af lederne af korstoget, som beskrives så indgående. Om Bohemund skriver hun:
| Citat | Kort fortalt var ingen som [Bohemund] nogensinde set i romernes [dvs. grækernes] land, hverken fremmede eller grækere (for han var et enestående syn, og hans rygte var skræmmende). Lad mig beskrive denne barbars udseende mere detaljeret -- han var så høj, at han overgik selv de højeste med næsten en alen [cubit, ca. 45 cm], han var slank om talje og hofter, med brede skuldre, en dyb brystkasse og stærke arme. Og i hele sin kropsbygning var han hverken for spinkel eller tynget af huld, men perfekt proportioneret og man kan sige at han var bygget i overensstemmelse med Polycleitus' kanon. ... Hans hud var over hele kroppen meget hvid, og i hans ansigt var det hvide blandet med rødt. Hans hår var gulligt, men det gik ikke ned til hans midje som hos andre barbarer; for manden var ikke urimeligt forfængelig med sit hår, men havde klippet det kort, til ørerne. Om han skæg var rødligt, eller en anden farve, skal jeg ikke kunne sige, for han havde barberet det meget tæt og havde efterladt en overflade glattere end kridt... Hans blå øjne udstrålede både livsmod og værdighed, og hans næse og næsebor indåndede luften frit. Denne mand besad en vis charme, men den blev delvis ødelagt af en generel fornemmelse af uhygge ... Hans sind og krop var skabt på en måde, så han både rummede mod og ildhu, og begge dele var indstillet på krig. Hans kløgt var mangeartet og udspekuleret, og han var i stand til at finde en udvej af alle kniber. I sin konversation var han velinformeret, og de svar han gav var uafviselige. Denne mand var af en sådan størrelse og beskaffenhed, at han kun blev overgået af kejseren selv i lykke og veltalenhed og i andre af naturens gaver. | Citat |
|       | |       |

Bohemund var fast besluttet på at udnytte korsfarernes begejstring for sagen til sin egen fordel. Hans nevø Tancred af Taranto forlod hovedhæren i det centrale Anatolien for at få fodfæste længere mod øst i Kilikien, og det kan meget vel have været som led i en plan om at skabe et fyrstedømme til Bohemund. Bohemund var som den første på plads foran Antiokias mure i oktober 1097, og han spillede en stor rolle under belejringen af byen, og var leder af den styrke, der slog seljukkernes to undsætninghære tilbage. Bohemund sørgede også for, at der blev banet vej til byen St. Simeon mod vest, hvorfra man fik kontakt med genovesiske skibe i Middelhavet.
Erobringen af Antiokia blev sikret via forræderi, takket være hans kontakter til Firouz, der var en af byens kommandanter. Bohemund kunne først gennemføre sin plan i maj 1098, da den tyrkiske hærfører Kerbogha blev meldt på vej fra Mosul med en stor hær. Bohemund sammenkaldte lederne og lovede dem, at man kunne indtage byen inden undsætningshæren nåede frem – på den betingelse, at han selv blev fyrste. Raymund af Toulouse blev rasende og holdt på løfterne til Alexius, men de øvrige holdt med Bohemund, og planerne blev sat i værk: Firouz åbnede en af portene og byen blev erobret. Da Kerbogha nåede frem, sad korsfarerne sikkert i Antiokia, og da de strømmede ud af byens porte og angreb hans stillinger senere på måneden, måtte han tage flugten. Raymund af Toulouse var ikke til sinds at overlade byen til Bohemund, men efter pres fra de øvrige ledere, der truede med selv at drage mod Jerusalem, måtte han give op, og hæren drog videre i januar 1099, mens Bohemund blev i Antiokia.
Jerusalem blev erobret under stor blodsudgydelse og Bohemund besøgte byen i julen 1099, og indfriede dermed sit korsfarerløfte. Han fik Dagobert af Pisa valgt til patriark af Jerusalem, og hans fremtidsudsigter så lovende ud, Antiokia lå i et gunstigt område, og Bohemund rådede over en stærk hær, som kunne bruges til at udvide fyrstedømmet. Sådan kom det ikke til at gå. Bohemund var oppe mod både kejser Alexius, der ville have området tilbage, og de lokale muslimske fyrster, der havde samme ambition. Den kombination af fjender kunne han ikke modstå i længden.

## Fyrste af Antiokia
Bohemunds første mulighed for at udvide sit rige kom allerede i år 1100, da byen Melitene nordvest for Antiokia blev erobret af en armensk krigsherre, der skabte sit eget lille rige omkring byen. Området tilhørte ellers danishmend-tykerne, og deres emir Ghazi Gümüştekin gik straks i gang med at udruste en hær, der kunne tage byen tilbage. Armenerne sendte skyndsomst bud til Bohemund for at få hjælp. Bohemund var ikke meget for at forlade Antiokia og dele sine styrker, men udsigten til en udvidelse af fyrstedømmet var for stor en fristelse, så med blot 300 riddere og noget fodfolk drog han nordpå i august 1100. Han sørgede ikke for at sende spejdere ud, med det resultat, at den lille hær faldt i baghold og blev nedkæmpet af tyrkerne i slaget ved Melitene. Bohemund nåede akkurat at sende en rytter af sted med bud om begivenheden til grev Baldwin 1. af Edessa, hvorefter han blev taget til fange og ført i tyrkisk fangenskab, hvor han tilbragte de næste tre år.
Alexius den 1. var stadig rasende over, at Bohemund havde brudt sit ord og beholdt Antiokia, og da han hørte om tilfangetagelsen, tilbød han betale en løsesum på 260.000 dinarer, hvis Ghazi Gumushtakin ville aflevere fangen til ham. Da Kilij Arslan 1., der var seljuk og lensherre over Ghazi, hørte om forslaget, forlangte han prompte halvdelen af pengene, ellers ville han komme og hente dem. Bohemund fik blandet sig i forhandlingerne og tilbød at betale de 130.000 direkte til Ghazi. Det blev en aftale, og Ghazi og Bohemund svor hinanden venskab. Baldwin af Edessa var i mellemtiden blevet konge af Jerusalem, og han skaffede pengene, så Bohemund i triumf kunne vende tilbage til Antiokia i august 1103.
Mens Bohemund havde været væk, havde nevøen Tancred af Taranto passet godt på hans fyrstedømme. Han havde angrebet byzantinerne og havde erobret Tarsus, Adana og Massissa i Kilikien. Da Bohemund vendte tilbage, måtte han igen nøjes med en plads ved hoffet. Bohemunds gamle rival Raymond af Toulouse var i mellemtiden med hjælp fra kejser Alexius blevet greve af Tripoli (i det nuværende Libanon), og han sørgede for at blokere Bohemunds udvidelsesplaner mod syd. I stedet rettede Bohemund blikket mod øst, og i begyndelsen af år 1104 drog han sammen med grev Baldwin 2. af Edessa af sted med en hær for at angribe Harran. Felttoget blev ingen succes. På vej til Harran blev hæren mødt af en styrke af seljuk tyrkere, der sejrede klart over Bohemund. Han måtte opgive alle planer om ekspansion mod øst, og så snart omfanget af hans nederlag blev kendt, gik byzantinerne til angreb mod hans besiddelser.

### Tilbage i Europa
I efteråret 1104 stod det klart for Bohemund, at han var ved at løbe tør for krigere og forsyninger, hvis han skulle forsvare endsige udbygge sit fyrstedømme. Sent på året rejste han derfor til Europa, og især i Frankrig blev han mødt med begejstring. Til sine værter medbragte han relikvier fra det hellige land, og hans skildringer af korsfarernes heltemodige kampe mod de vantro fik store flokke til at slutte sig til ham, så han snart havde en stor hær bag sig. Hans indflydelse på de kampivrige riddere var så stor, at kong Henrik 1. af England udtrykkeligt forbød ham at komme til landet, af frygt for at Bohemund skulle rejse af med blomsten af den normanniske adel. Så Bohemund blev i Frankrig, hvor hans omdømme nu havde nået så store højder, at han kunne indgå ægteskab med kong Filip 1.'s datter Constance. Abbed Suger skrev om brylluppet:
| Citat | Bohemund kom til Frankrig med ønsket om at udnytte alle muligheder for at blive gift med kronprins Ludvigs søster Constance, der var en ung dame af høj byrd med et elegant udseende og et smukt ansigt. Det franske kongeriges og prins Ludvigs ry for tapperhed var så stort, at selv saracenerne var skræmt ved udsigten til dette giftermål. Hun havde ikke bundet sig til nogen efter at hun havde afbrudt forbindelsen med Hugh, greven af Troyes, og hun ønskede at undgå en nyt ulige forhold. Fyrsten af Antiokia var erfaren og rundhåndet med både gaver og løfter. Han fortjente til fulde ægteskabet, som blev indstiftet med stor pragt af biskoppen af Chartres i overværelse af kongen, kronprins Ludvig, og mange af rigets ærkebisper, bisper og adelsmænd. | Citat |
|       | |       |

Bohemund blev så begejstret for sin medgang og sin nye hær på 34.000 mand, at han besluttede sig for – i stedet for at rejse tilbage til sit fyrstedømme – at gå direkte til angreb på det byzantinske kejserrige. Hans plan var den samme som faderens 25 år tidligere: At gå i land i det nuværende Albanien og derefter kæmpe sig vej til Konstantinopel. Men endnu en gang blev Alexius hans overmand. Bohemunds hær gik i land ved Valona i efteråret 1107, men kejseren havde forstærket forsvaret af Durazzo med sejuk-tyrkiske lejesoldater, og kort efter at Bohemund havde indledt belejringen ankom en byzantinsk flåde, der afskar hans forbindelse tilbage til Apulien. I foråret 1108 førte Alexius den byzantinske hær til Durazzo, hvor belejrerne selv blev belejret, og efter nogle opslidende måneder med malaria og sult i hæren måtte Bohemund overgive sig i september 1108. Prisen for hans frigivelse var, at han indvilgede i at blive vasal under Alexius, med titel af sebastos, og at han lod den latinske patriark af Antiokia erstatte af en græsk. Bohemund kom sig aldrig over nederlaget. Han isolerede sig i Apulien og vendte aldrig tilbage til Antiokia, men døde i 1111 i Bari og blev begravet i Canosa.
I Bohemunds fravær var Tancred endnu en gang trådt til som regent, og sammen med andre sørgede han for at Bohemunds søn med Constance – Bohemund 2. – med tiden arvede faderens titel som fyrste af Antiokia.

## Bohemund i litteratur og medier
Den anonyme Gesta Francorum er skrevet af en af Bohemunds beundrere, mens Alexiaden af Anna Komnena ser begivenhederne fra byzantinsk side, samtidig med at det er den væsentligste kilde til hele hans livshistorie. I 1924 skrev Yewdale en biografi om ham. Man kan finde mere i Gesta Tancredi af Ralf af Caen, som ellers er én lang hyldest til Bohemunds næstkommanderende Tancred. Hans bedrifter er også omtalt i B. von Kuglers, Bohemund und Tancred (1862), L. von Heinemanns, Geschichte der Norniannen in Sicilien und Unteritalien (1894), og Reinhold Röhrichts Geschichte des ersten Kreuzzuges (1901) og Geschichte das Königreichs Jerusalem (1898).
Grev Bohemund af Alfred Duggan er en historisk roman, der handler om Bohemunds liv frem til det tidspunkt, hvor korsfarerne erobrer Jerusalem. Bohemund optræder også i romanen Pilgermann af Russell Hoban, den historiske roman Silver Leopard af F. Van Wyck Mason og bogen Wine of Satan (1949) af Laverne Gay, der pynter meget på Bohemunds livshistorie.
Bohemund dukker også op som en af personerne i computerspillet Crusader Kings.

## Genealogi
```
Robert Guiscard (c.1025 – 1085)
, greve af Apulien og Calabrien (1057), 
     │                                         derpå hertug af Apulien, Calabrien og Sicilien (1059) 
     │                      o=o (1) 1051 Aubrée af Bourgogne
     │                      o=o (2) 1058 Sichelgaita af Salerno
     │ 
     ├─1> Emma af Hauteville (c.1052 – ), o=o Otto af Bonmarchis
     │    └──> 
Tancred, fyrste af Galilea
 (c.1072 – 1112)
     │  
     ├─1> 
Bohemund 1. af Antiokia (c.1055 – 1111)
, fyrste af Taranto (1085), fyrste af Antiokia (1098),
     │    o=o Constance, datter af Filip 1. af Frankrig
     │    ├──> 
Bohemund 2.(1108 – 1131)
, fyrste af Antiochia og Taranto (1126), o=o Alice af Jerusalem
     │    │    └──> Constance af Antiokia (1127 – 1163), o=o (1) Raimond af Poitiers
     │    │         │                        o=o (2) Rinaldo af Châtillon, fyste af Antiokia
     │    │         └─1> 
Bohemund 3. af Antiokia
 (1144 – 1201)                            
     │    └──> Elisa, o=o Ramon, hertug af Asturien
     │ 
     ├─2> Matilde af Hauteville eller Mafalda (c.1060 – 1112), o=o Ramon Berenguer 2. af Barcelona
     ├─2> 
Roger Borsa (c.1060 – 1111)
, hertug af Apulien, Calabrien og Sicilien (1085), o=o Adele af Flanderen
     │    └──> 
Vilhelm 2., hertug af Apulien (1095 – 1127)
, o=o 1114 Guadalgrima af Caiazzo
     │ 
     ├─2> 
Guy. hertug af Amalfi (1061 – 1108)

     ├─2> 
Robert af Hauteville
 kaldet 
Scalio
 (c.1065 – 1110)
     ├─2> Sibilla af Hauteville, o=o Eble 2. af Roucy
     ├─2> Mabilia af Hauteville, o=o Vilhelm af Grandmesnil 
     ├─2> Heria af Hauteville, o=o Hugo 5. af Maine
     └─2> Olympia af Hauteville eller Elena, o=o Konstantin Ducas
```